# Marek Skorupa
Marek Skorupa (ur. 10 marca 1991 w Żarach) – polski lekkoatleta, specjalizujący się w biegach długich.
Reprezentował Polskę podczas mistrzostw świata w biegach przełajowych (2010) zajmując odległe miejsce w biegu juniorów.
Medalista mistrzostw Polski seniorów ma w dorobku jeden złoty (Wieliczka 2015 – bieg na 10 000 metrów) i dwa brązowe medale (Mikołów 2012 – bieg na 10 000 metrów i Bielsko-Biała 2012 – bieg na 5000 metrów). Stawał na podium młodzieżowych mistrzostw Polski, wygrywając w 2012 roku złoty medal młodzieżowych mistrzostw Polski w biegu na 10 000 metrów, rozgrywanych w Pasłęku.
Rekordy życiowe: bieg na 5000 metrów – 13:59,71 (27 czerwca 2015, Watford); bieg na 10 000 metrów – 29:15,58 (21 kwietnia 2012, Mikołów).

## Osiągnięcia
| Rok  | Impreza                                               | Miejsce   | Konkurencja           | Lokata      | Wynik |
| ---- | ----------------------------------------------------- | --------- | --------------------- | ----------- | ----- |
| 2010 | Mistrzostwa świata w biegach przełajowych             | Bydgoszcz | bieg juniorów na 8 km | 82. miejsce | 25:19 |
| 2012 | Akademickie mistrzostwa świata w biegach przełajowych | Łódź      | bieg mężczyzn         | 23. miejsce | 30:21 |